# Petru Racu

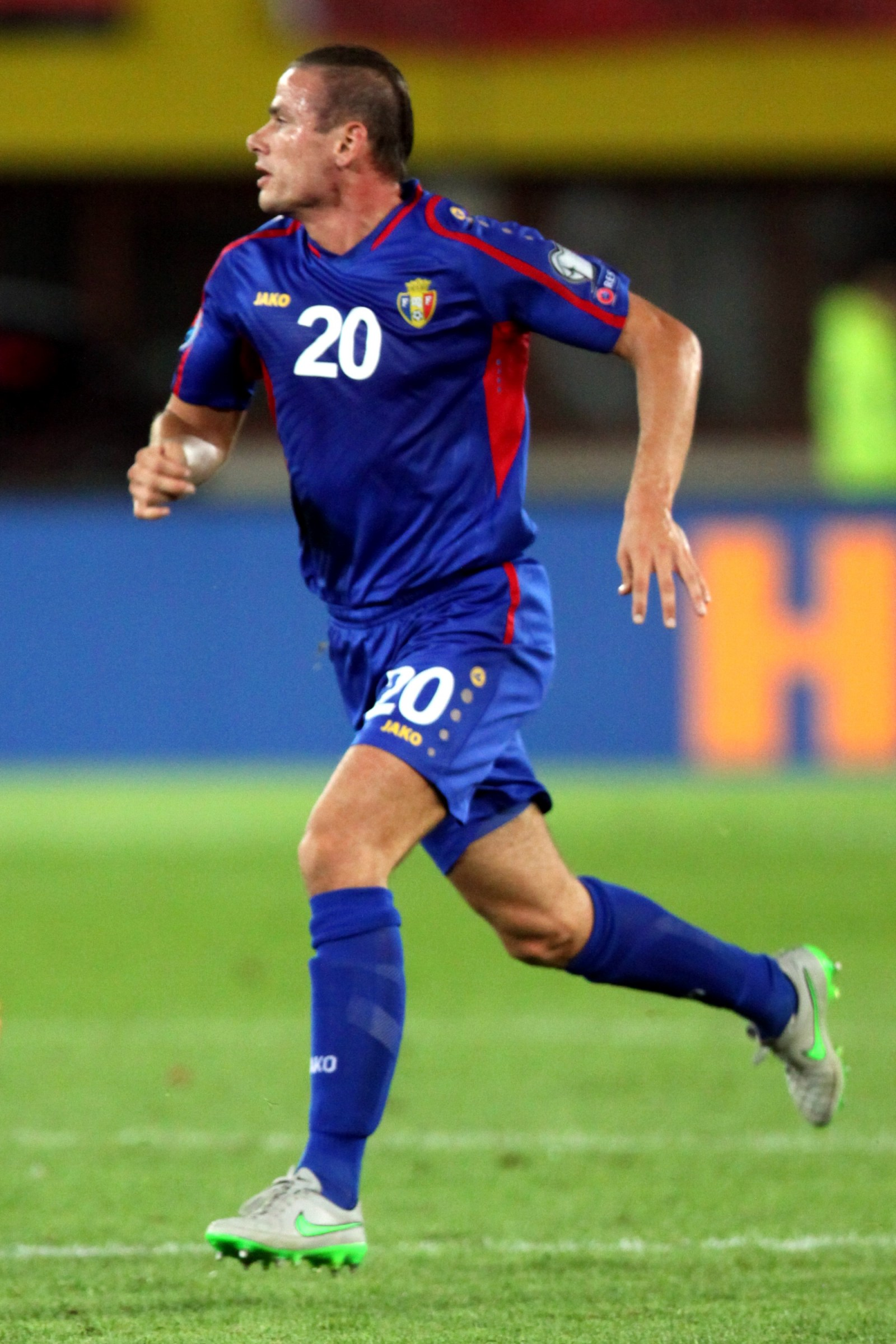
Petru Racu

Petru Racu (n. 17 iulie 1987, Chișinău, RSS Moldovenească, URSS) este un fotbalist internațional moldovean, care în prezent evoluează la echipa FC Petrocub pe postul de fundaș.

## Carieră

### Zimbru Chișinău Moldova🇲🇩
Petru Racu și-a făcut debutul profesional cu Zimbru Chișinău în Divizia Națională a Molodvei în anul 2003. A câștigat primul său trofeu Cupa Moldovei la vârsta de numai 16 ani.La sfârșitul sezonului 2003-2004 a fost desemnat „Best Young Player of the Year” de Federația Moldovenească de Fotbal.

### IFK Norrköping Sweden🇸🇪
În februarie 2007, Petru Racu s-a mutat la clubul Suedez IFK Norrköping, unde a jucat cu succes timp de cinci ani. În sezonul 2008, a fost împrumutat clubului finlandez MYPA 🇫🇮  și a reușit să înscrie gol la debutul său. În ianuarie 2012, Petru Racu s-a transferat la clubul danez FC Hjørring. 

### Milsami Orhei Moldova🇲🇩
După ce a jucat 6 ani în Scandinavia, în 2013 Racu a revenit în Divizia Națională. În 2014 a fost desemnat „Cel mai bun Fundaș moldovean” de Federația Moldovenească de Fotbal. El a câștigat Divizia Națională a Moldovei sezonul 2014/15 cu FC Milsami Orhei și a înscris golul câștigător în meciul de calificare al UEFA Champions League împotriva lui Ludogorets Razgrad, un meci care s-a încheiat 2-1.

### Sheriff Tiraspol Moldova🇲🇩
În vara lui 2017, Racu s-a transferat la Sheriff Tiraspol. El a devenit campion al Moldovei două sezoane consecutive în 2017 și 2018 cu Sheriff Tiraspol. În sezonul UEFA Europa League 2017–18, Sheriff a ajuns în faza grupelor, iar Racu a jucat în toate cele șase meciuri din grupă. A părăsit Sheriff Tiraspol la sfârșitul anului 2018.

### Neftchi Baku Azerbaijan🇦🇿
În februarie 2019, Petru s-a alăturat vechiului său manager Roberto Bordin la Neftchi Baku. Cu care a câștigat argintul la finele sezonului.

### Petrolul Ploiești România🇷🇴
La 9 iulie 2019, Racu a semnat un contract cu echipa română din Liga a II-a FC Petrolul Ploiești.

### Cariera internațională
În 2010, Petru Racu a fost convocat la naționala Moldovei, făcându-și debutul într-un meci amical cu Georgia pe 11 august.

## Viața personală
Petru Racu a fost căsătorit cu modelul suedez-thailandez Mix Haxholm.
În 2015, Petru și Mix au divorțat. Ei nu au avut copii împreună.

## Onoruri

### Zimbru Chișinău
- Moldovan Cup: 2003–04

### Milsami Orhei
- Moldovan National Division : 2014–15,

### Sheriff Tiraspol
- Moldovan National Division : 2017, 2018

Individual
- Cel mai bun tânăr fotbalist moldovean în 2004 (FMF)
- Jucătorul anului la IFK Norrköping (2010, 2011 - conform ziarului suedez NT)
- Jucătorul lunii în Danemarca (aprilie, 2012 - conform Danish TV-2 Channel)